# Centrodraco nakaboi
Centrodraco nakaboi är en fiskart som beskrevs av Hans W. Fricke 1992. Centrodraco nakaboi ingår i släktet Centrodraco och familjen Draconettidae. Inga underarter finns listade i Catalogue of Life.